# OneShot
《OneShot》（或译作《一次机会》）是由Future Cat开发，Degica发行的一款解谜冒险类独立游戏。该作初版发布于2014年6月30日，随后开发团队以此为基础制作了该作的重制版，并于2016年12月8日发布于Steam，后于2020年3月12日发布于itch.io。2022年9月22日，该作的主机平台移植版本《OneShot: World Machine Edition》在Nintendo Switch、PlayStation 4和Xbox One平台发布。
该作的游戏玩法和剧情均涉及大量元游戏的要素。游戏内的许多谜题需要玩家来到游戏之外，与操作系统进行一定互动才能解开。剧情中，玩家和游戏内的主角Niko是两个分别独立存在的角色，而玩家需要一步步指导Niko的行动，引领他在一个失去太阳且支离破碎的世界当中四处探索，并最终通过将“太阳”带入世界中心的塔楼来拯救这个世界。
《OneShot》独特的叙事手法和对元游戏要素的利用受到了大量好评，其中亦有许多玩家认为能从其玩法当中看到另一款同类游戏《Undertale》的影子。2017年，该作荣获金摇杆奖“年度最佳PC游戏”奖项的提名。

## 游戏玩法

《OneShot》当中的谜题之一，画面以自上而下的视角展示

玩家和游戏主角Niko为两个分别独立存在的角色，但Niko的行动均受到玩家控制，且游戏仅通过自上而下的方式来展示Niko的视角。在游戏的特定阶段，Niko可以在床上休息，但同时游戏程序会被关闭。游戏重新打开时会出现一段Niko梦境中的画面，随后Niko会醒来，并和玩家交谈梦境中的内容。
与其他冒险游戏类似，《OneShot》的玩法也包括部分需要使用游戏道具来完成的解谜，但游戏内并没有设计战斗系统。   玩家可以控制Niko在特定的场景使用道具，也可以通过合并来获得新的道具。游戏内还有多处会出现电脑，其内置的线索会提醒玩家来到游戏之外的操作系统寻找解开谜题的信息，如打开特定的文件夹寻找包含密码的文本文件，或通过查看系统壁纸来得到图形提示等。由于这些特殊游戏机制的存在，游戏内的说明也建议玩家在窗口模式下进行游戏。

## 剧情

### 一周目
游戏开始时，猫耳人Niko在一个昏暗而陌生的房间中醒来。他打开电脑，其中弹出了一些对话框，上面的文字以玩家登录系统时所用的用户名来称呼玩家，并向玩家交代了这个世界的现状。它说Niko所在的这个世界即将毁灭，而玩家的任务就是带Niko返回他原本所在的世界，让他回到故乡。在这个房间里，Niko找到了一个灯泡，而它就是这个世界的“太阳”。Niko借助太阳走出了房间，来到了废墟Barrens。
Niko在Barrens遇到了一个先知机器人，他说有人预言Niko会成为这个世界的救世主，而Niko的任务就是跨越这个世界的三片区域，把太阳装在中央塔楼的顶端，让世界重见光明。机器人还教Niko和玩家进行交流，告诉Niko玩家就是这个世界的“上帝”，他会指导Niko如何行动。
Niko在玩家的指引下解开了途中遇到的重重谜题，经过Glen，来到中央区域Refuge，而同时世界也因为濒临毁灭而不断受到一种黑色方块的侵蚀。他通过路上找到的一本带有三叶草图案的日志得知，塔楼其实是“本体”的所在地，而“本体”是这个世界的精神，可以通过电脑和玩家对话。之后Niko按照日志的指示进入了塔楼，却发现太阳不见了，自己也和玩家失去了联系。本体告诉Niko说玩家已经完成了他的使命，不在这里了，而Niko只要在这里睡一觉，醒来以后就会回到家乡。Niko虽然对与玩家不辞而别和没有带太阳到达塔顶而感到遗憾，但别无他法，只好听从本体的说法去睡觉。
不过玩家发现了系统壁纸上自称“作者”的人留下的字条，通过上面的线索破解谜题，与Niko再次取得了联系，并带他来到了塔顶。途中，“作者”向玩家透露，本体已经失去了控制并试图毁灭世界，而且它所做的一切都是在拖延Niko来到塔顶的脚步。“作者”还告诉玩家，打碎太阳会导致整个世界直接毁灭，但Niko会因此顺利回家；而将太阳装在塔顶可以拯救这个世界，但同时Niko也会被永远困在这里。最终，玩家替Niko在这二者之间做出了抉择，游戏迎来结局。

### Solstice线(至日线)
游戏一周目完成后，玩家可在系统中找到提示文件，暗示其“Solstice线”结局的存在。玩家在提示文件的指引下删除游戏生成的虚假存档后，将进入Solstice线。该路线起初的流程与一周目基本相同，但Niko一开始就会获得一周目找到的日志。之后Niko通过寻找三叶草标记，先后遇到了三个“来自旧世界”的人，并通过和他们的交流回想起了他和玩家在这条时间线开始前经历过的一切，逐渐了解了这个世界的真相。
如果Niko在Barrens没有通过寻找三叶草标记见到三人之一的先知机器人，并继续重复一周目的流程前往Glen，游戏将按一周目流程继续进行，无法达成Solstice结局。但Niko在经过特定地点时，会看到三个“来自旧世界”的人的残像。这种情况下完成周目并重启游戏后仍会进入Solstice线。
Niko通过三人得知，这个世界的本质是一个由电脑游戏程序驱动的模拟器，也就是“世界机器”，这条时间线的出现意味着游戏程序的重置。之前那个自称“作者”的人是他们当中其中一人的父亲，他在旧世界毁灭之际收集了所有人的记忆，将其代码化并创造了世界机器，等待以后有人在自己电脑上安装并运行它的程序。而世界机器就是这个游戏的“本体”，Niko的到来让本体的代码出现了崩溃现象。
由于Niko的行动超出了世界机器的预料，世界开始加速崩溃，阻止Niko的行动，许多人在这期间遭到了黑色方块的吞噬。Niko一路逃亡来到Refuge的钟房，和三人在此汇合，并在玩家的操作下进入了一扇代码门，然后Niko进入了世界机器的内部并将其“制御”，阻止了世界的崩溃。最后Niko把太阳装在了塔顶，拯救了世界和被黑色方块吞噬的人们，并且回到了故乡，达成Solstice结局。
在达成Solstice结局后，玩家将无法再进入Solstice线，并只能继续进行Post-Solstice线。

### Post-Solstice线
完成Solstice线后再次打开游戏，游戏菜单上会出现“...”选项。选择该选项后，会进入世界机器的房间。世界机器会告诉玩家Niko已经离开，没有Niko就不能再次进入那个世界，并询问玩家是否愿意通过Niko的记忆备份再次开始游戏。同意会进入Post-Solstice线，选择"否"游戏会直接退出。
在之后的周目当中，世界机器会化身成Niko的外形，代替其重新开始游戏流程。Post-Solstice线的流程与一周目基本相同，但在完成该路线后再次打开游戏，游戏将不会如一周目生成虚假存档，会直接重置到开始菜单并出现“...”选项，重复Post-Solstice线的流程。

## 开发
《OneShot》的初版由Eliza Velasquez和Casey Gu两人在一个月内开发完成，并于2014年6月30日免费上线。该作起初为RPGMakerWeb的2014年独立游戏制作大赛的参赛作品，但并未在赛中获奖。该版本与Steam中上架的重制版相比有较多不同，如玩家通关后将无法再进行游戏，且在存档点以外的地方关闭游戏会直接导致游戏结束，而这也是该游戏的标题（字面意义为“一次机会”）的由来。但在之后的重置版当中，开发者认为这一游戏机制对玩家太过苛刻，不适合付费游戏，因而将其取消。
据开发者Casey Gu所称，《OneShot》采用了可爱的卡通风格与黑暗的末世故事背景相结合的强烈反差设计，以此衬托游戏世界当中阳光稀缺的环境。游戏中的三大区域是受RGB颜色模型启发而设计的，而各个区域当中的配乐在其视觉风格设计完成之后才开始制作。两位开发者也谈到这些设计的部分灵感来自多部其他游戏或文学作品，包括《Hyper Light Drifter》、《塞尔达传说 织梦岛》和《小王子》。
在游戏杂志《PC Gamer》的一次采访当中，Eliza Velasquez称《OneShot》打破第四面墙的剧情表现灵感来源于游戏《合金装备》中的角色Psycho Mantis。尽管游戏的初版是在另一款游戏《Undertale》之前发布的，但她认为这部作品反过来影响了他们对游戏重制版的设计，他们在元游戏这个类型出现后对自己游戏的设计产生了更多独特的想法。他们在把自己对游戏设计的想法用完之后又找了一些较为传统的谜题玩法加入游戏，如基于合并物品的解谜要素灵感就来源于《猴岛的秘密》这类经典冒险游戏。
2016年12月8日，该作的重制版于GDC和IndieCade公开后正式上线Steam。2017年3月28日，官方发布游戏更新，加入了完善和补充一周目游戏剧情的新路线“Solstice”。该作于2018年5月31日上线macOS平台，后于2019年4月24日发布于Linux平台，于2020年3月12日发布于itch.io。
2021年12月8日，时值游戏发布五周年纪念日，开发者宣称该作在Xbox One、PlayStation 4和Nintendo Switch的主机平台版本正在开发当中，计划于2022年发布，并透露他们“为这些主机平台版本加入了新的特性”，该移植版本后于2022年5月11日定名为《OneShot: World Machine Edition》。2022年9月22日，该版本于上述所有主机平台发布。

## 评价
| 汇总媒体   | 得分   |
| ---------- | ------ |
| Metacritic | 80/100 |

| 媒体             | 得分   |
| ---------------- | ------ |
| New Game Network | 82/100 |
| Hardcore Gamer   | 4.5/5  |

评分网站Metacritic 8条测评的汇总成绩显示，《OneShot》的重制版获得了广泛好评。游戏测评网站Rock, Paper, Shotgun的作家John Walker评价其“引人入胜、剧情动人、构思精妙”，来自另一家测评网站COGConnected的Louis Stowe则称其为“令人完全意想不到的奇迹”。来自New Game Network的Charlie Nicholson将该作与另外两款游戏《Undertale》和《Pony Island》进行了比较并给予了正面评价，称该作的构想并非革新，但与其他作品实现元游戏形式的方式迥然不同。
许多评测家在评价该作时都关注其元游戏要素。John Walker称“它居然能对我的电脑动手脚，我以前根本不知道游戏还能这样玩”。Charlie Nicholson称赞了该作打破游戏和玩家之间的屏障的做法，说自己在玩时“差点想把自己的摄像头给封起来”。《Adventure Gamers》的评测家Pascal Teikala也对游戏的互动方式表示好评，但也指出部分玩家可能不喜欢游戏改动电脑文件和设置的做法。Louis Stowe对该作的谜题设计持负面看法，但也指出难倒他的只是其中的个别谜题。
《Hardcore Gamer》的评测家Spencer Rutledge对游戏的剧情予以好评，称“《OneShot》传达情感非常流畅”。John Walker表示游戏中的所有角色“几乎都会有那么一刻让你会心一笑”。Louis Stowe和Charlie Nicholson都对游戏的人物形象塑造作出了评价，前者称他在游戏过程中一直都很乐意帮助Niko，而后者则认为该作许多人物形象的塑造相较其他作品显得有些扁平，且与Niko存在距离感。Pascal Teikala认为该作对异界风格环境的尝试并没有使游戏达到理想的叙事效果，不易使人与之共情。来自GameGrin的Ben Robson则认为该作重制版移除只有一次机会尝试的机制、引入多周目流程的这些做法背离了游戏的标题。
《OneShot》的美术风格也颇受赞誉。Ben Robson认为该作的美术风格相比《Undertale》更加明确统一，与其对环境神秘感的刻画相得益彰。Charlie Nicholson评价游戏的环境很好地衬托了背景故事的沉重感。不过Pascal Taikala则评价虽然游戏所用的色彩基调比较有趣，但在表达上给人的整体印象过于“含蓄”，对环境的刻画过于单调。
Spencer Rutledge认为游戏的配乐“时常让人感觉身处梦境”，并且完美贴合了游戏各个区域的环境，Louis Stowe评价配乐使对游戏的探索过程更加令人享受。但Ben Robson对配乐的评价则是认为其与游戏视觉感受的配合并未达到预期效果。
2017年，《Oneshot》荣获金摇杆奖“年度最佳PC游戏”奖项的提名。